# Никола Радомиров
Никола Рашков Радомиров е български художник, роден в семейството на поборника от Априлското въстание от 1876 г. Рашко Радомиров в село Копривщица.
Роден е в многодетно семейство, в което е най-малък от всички. След смъртта на баща си заминава в Цариград при брат си Тодор Радомиров и получава образование в Робърт колеж. По това време рисува, където намери – по учебниците и тетрадките си, дори по прозорци. През 1909 г. вече се изучава в Рисувалното училище в София при професорите Стефан Иванов и Цено Тодоров. Тук се увлича в модерните тенденции на френския импресионизъм. След приключването на това образование е назначен за учител по рисуване в Панагюрище, където рисува предимно пейзажи. Радомиров през 1907 г. е един от първите настоятели на новоучреденото Дружество за залесяване „Средна гора“, заедно с други изявени ентусиасти от Копривщица.
По време на Първата световна война е изпратен като военен кореспондент-илюстратор на фронта. След войната се премества да живее в Пловдив през 1919 г., където е приет за член на Съюза на българските художници и още през 1920 г. взима участие в художествени изложби. Тук вече се проявява като живописец и портретист, с работи на тема „Пловдивски тепета“. Неговите портрети на Райна Княгиня и този на Георги Бенковски са намирани за най-правдоподобните на тези революционни деятели. Портретът на Бенковски е изложен в Художествената галерия в град Панагюрище.
През 60-те години на XX век негови произведения са изложени в Националната художествена галерия, Градската художествена галерия в Пловдив, в Копривщица и Панагюрище, както и в частни колекции.
За своето многобройно по размер и значение творчество, Никола Радомиров е награден с Орден Св. св. Китил и Методий – I степен. От уважение към паметта на баща им, неговите деца Маглена и Рашко подаряват над сто негови картини на градовете Панагюрище и Копривщица.
Никола Радомиров е член на Дружеството на южнобългарските художници със седалище в Пловдив.